# Борне (Саксонія-Ангальт)
Борне (нім. Borne) — громада в Німеччині, розташована в землі Саксонія-Ангальт. Входить до складу району Зальцланд. Складова частина об'єднання громад Егельнер-Мульде.
Площа — 15,32 км2. Населення становить 1162 ос. (станом на 31 грудня 2021).